# Miszmasz, czyli kogel-mogel 3

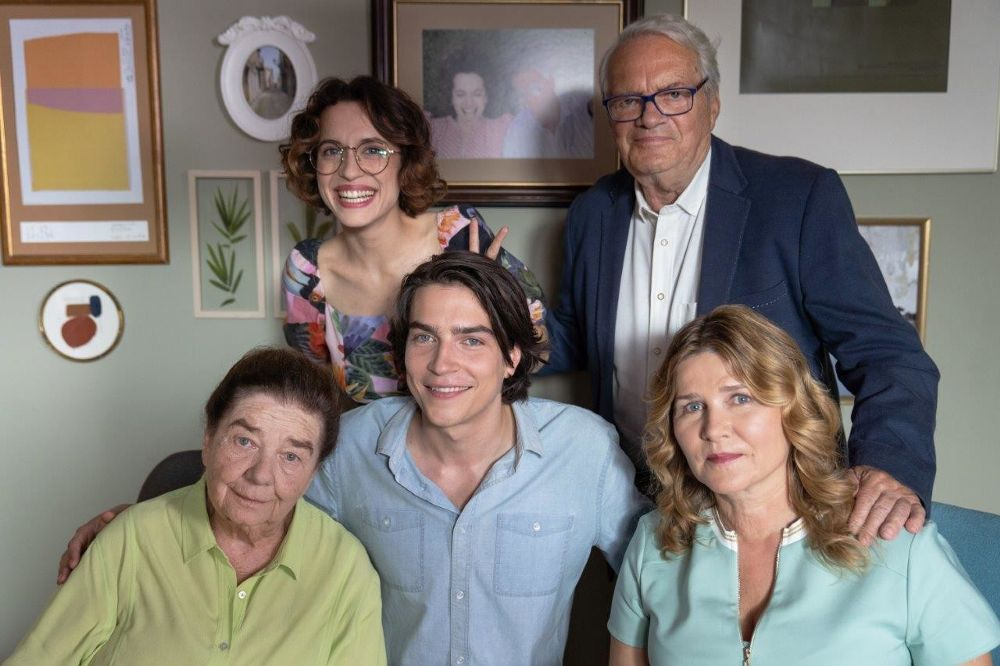
Główni aktorzy grający w filmie

Miszmasz, czyli kogel-mogel 3 – polski film fabularny, trzecia część komedii obyczajowej Kogel-mogel z 1988. Film wyreżyserował Kordian Piwowarski, producentem jest spółka MTL Maxfilm, w koprodukcji z TVP S.A., a premiera odbyła się 25 stycznia 2019.

## O filmie
W kwietniu 2020 roku scenarzystka Ilona Łepkowska potwierdziła to, że skończyła pisać scenariusz do czwartej części filmu, której realizację rozpoczęto w lipcu 2020 roku. Jest to następna część Kogla-mogla.
Film był realizowany w okresie od września do listopada 2018 roku.
Plenery: Warszawa (m.in. Ogród Saski, pl. Grzybowski, ul. Emilii Plater), Popowo Kościelne, Popowo-Parcele, Czarnowo, Celestynów.
W obsadzie znanej z poprzednich części zabrakło nieżyjących aktorów: Dariusza Siatkowskiego (Pawła Zawady), Jerzego Turka (Zenona Solskiego, ojca Kasi) i Małgorzaty Lorentowicz (babci Wolańskiej).

## Opis fabuły
Po rozwodzie Kasia zamieszkuje razem z matką we wsi Brzózki, gdzie pracuje jako dyrektorka miejscowej szkoły. Do Polski przyjeżdża jej syn, trzydziestoletni Marcin Zawada, który po 10 latach wrócił z Holandii, gdzie mieszkał razem z ojcem. Niedługo później mężczyzna wyjeżdża do Warszawy, gdzie poznaje Agnieszkę, córkę Barbary i Mariana Wolańskich.

## Obsada
| Aktor                                                                 | Rola                                               |
| --------------------------------------------------------------------- | -------------------------------------------------- |
| Grażyna Błęcka-Kolska                                                 | Katarzyna Solska                                   |
| Katarzyna Łaniewska                                                   | Maria Solska                                       |
| Nikodem Rozbicki                                                      | Marcin Zawada                                      |
| Zdzisław Wardejn                                                      | Marian Wolański                                    |
| Ewa Kasprzyk                                                          | Barbara Wolańska                                   |
| Aleksandra Hamkało                                                    | Agnieszka Wolańska                                 |
| Maciej Zakościelny                                                    | Piotr Wolański                                     |
| Katarzyna Skrzynecka                                                  | Marlena Wolańska, żona Piotra                      |
| Anna Mucha                                                            | inspektor Bożena Dudałła                           |
| Joanna Jarmołowicz                                                    | posterunkowa Iwona Ząb                             |
| Wojciech Solarz                                                       | sierżant Tadeusz                                   |
| Małgorzata Rożniatowska                                               | Zofia Goździkowa                                   |
| Paweł Nowisz                                                          | Józef Goździk                                      |
| Jerzy Rogalski                                                        | Staszek Kolasa                                     |
| Wiktor Zborowski                                                      | starosta Zygmunt Maciejak, dawniej naczelnik gminy |
| Mikołaj Roznerski                                                     | Paweł                                              |
| Michalina Sosna                                                       | Paula                                              |
| Mayu Gralińska-Sakai                                                  | Mary                                               |
| Elżbieta Romanowska                                                   | recepcjonistka w bloku Wolańskich                  |
| Dariusz Toczek                                                        | ksiądz proboszcz                                   |
| Barbara Zielińska                                                     | pani Halinka                                       |
| Monika Dryl                                                           | dziennikarka                                       |
| Mateusz Grydlik                                                       | dziennikarz                                        |
| Paweł Jawor                                                           | dziennikarz z radia RMF FM                         |
| Akcent w składzie: Zenon Martyniuk i Ryszard Warot                    | oni sami                                           |
| Classic w składzie: Robert Klatt, Mariusz Winnicki, Piotr Strycharski | oni sami                                           |
| Aleksandra Góralczyk                                                  | tancerka                                           |
| Sandra Róg                                                            | tancerka                                           |

Źródło.

## Główni bohaterowie
- Katarzyna Solska (Grażyna Błęcka-Kolska) – jest rozwódką, pracuje jako dyrektorka szkoły w Brzózkach. Uczyła się na Wydziale Pedagogiki Uniwersytetu Warszawskiego. Ma jedynego syna Marcina.
- pani Solska (Katarzyna Łaniewska) – matka Kasi i babcia Marcina. Zaradna i pracowita gospodyni. Po śmierci męża Zenona, zamieszkała wraz z córką w rodzinnej miejscowości.
- Marcin Zawada (Nikodem Rozbicki) – 29-letni syn Kasi i Pawła. Po rozwodzie rodziców zamieszkał z ojcem w Holandii. Po 10 latach wraca do Polski i odwiedza Brzózki.
- Marian Wolański (Zdzisław Wardejn) – mąż Barbary Wolańskiej, ojciec Piotra i Agnieszki. Były docent i lektor na Wydziale Pedagogiki na Uczelni Warszawskiej. Długo znosił szaleństwa żony, w końcu decyduje się wraz z córką uciec z domu.
- Barbara Wolańska (Ewa Kasprzyk) – żona Mariana Wolańskiego, matka Piotra i Agnieszki. Dawniej pracowała w sferze mody, obecnie pracuje jako sex coach. Wydała własną książkę, zatytułowaną Jak znalazłam swój punkt G?.
- Agnieszka Wolańska (Aleksandra Hamkało) – córka Barbary i Mariana, młodsza siostra Piotra. Ma romans z synem Kasi, Marcinem.
- Piotr Wolański (Maciej Zakościelny) – 35-letni syn Barbary i Mariana, starszy brat Agnieszki. Obecnie jest żonaty z dużo starszą od siebie kobietą.
- Marlena Wolańska (Katarzyna Skrzynecka) – żona Piotra Wolańskiego. Jest od niego dużo starsza. Właścicielka sieci restauracji.
- Bożena Dudałła (Anna Mucha) – pani inspektor nadzoru budowlanego.

## Nominacje do Węży 2020
Choć film w kinach obejrzało ponad 2,39 mln widzów, jednak zdobył jedenaście nominacji do Węży w kategoriach:
- Wielki Wąż – najgorszy film za popsucie filmowej legendy i wzorzec złej kontynuacji po latach przerwy[7]
- Najgorsza reżyseria[7]
- Najgorszy scenariusz[7]
- Najgorszy sequel, prequel, remake[7]
- Najgorsza rola żeńska – Grażyna Błęcka-Kolska[7]
- Najgorsza rola żeńska – Ewa Kasprzyk[7]
- Najgorszy duet na ekranie – Katarzyna Skrzynecka / Maciej Zakościelny[7]
- Występ poniżej talentu – Zdzisław Wardejn[7]
- Występ poniżej talentu – Wiktor Zborowski[7]
- Najbardziej żenująca scena – Piesek liżący penisa[7]
- Najgorszy teledysk okołofilmowy: Ania Rusowicz i Sławek Uniatowski – „Szukaj mnie” – reżyser nieznany[7]